# Виа Монтенаполеоне
Виа Монтенаполео́не (итал. via Monte Napoleone) — одна из центральных улиц Милана, проходит сквозь Квартал моды. На улице расположены бутики известных домов высокой моды, что делает её одной из самых дорогих улиц в мире. Виа Монтенаполеоне можно сравнить с Пятой авеню в Нью-Йорке, Оксфорд-стрит в Лондоне и Фобур Сент-Оноре в Париже. 
Виа Монте Наполеоне в 2019 году была третьей самой дорогой улицей в Европе и пятой в мире, в то время как в 2022 году, по данным Forbes, он будет самым дорогим в Европе и третьим в мире.

## История
В V — IV веке до н.э на месте улицы проходил крепостной ров, окружающий стены Медиолана. Позже на этом месте находился монастырский квартал, в котором проживали августинки, урсулинки и монашки бенедиктинского ордена. В конце XVIII века император Иосиф II упразднил духовные ордена, на месте монастырских построек появились дома зажиточных горожан. Своё название улица получила во время правления Наполеона.
В середине XX века новой столицей моды стал Милан. Тогда в зданиях на виа Монтенаполеоне и соседних улицах начали обосновываться самые известные модные дизайнеры, и сейчас улица полностью занята эксклюзивными бутиками.

## Характеристика
Виа Монтенаполеоне расположена в историческом центре города, представляет собой небольшую улицу длиной около 500 м с односторонним движением, причём движение идёт в разные стороны, начиная с перекрёстка с виа Сант-Андреа. По обеим сторонам проезжей части расположены тротуары, без зелёных насаждений. 
Ближайшая станция метро: Монтенаполеоне на линии М3.
Большинство зданий были построены в XIX веке в неоклассическом стиле. На улице находится одна кондитерская Cova, при магазине ножей и курительных трубок Lorenzi имеется Музей бритвы (Museo del Rasoio). Все остальные здания заняты под фешенебельные магазины, торгующие модной одеждой и обувью, аксессуарами и другими предметами роскоши.
Бутики на виа Монтенаполеоне имеют такие бренды, как Dior, Versace, Valentino, Bruno Magli, Ermenegildo Zegna, Yves Saint Laurent, Omega, Cartier, Bottega Veneta, Etro, Rolex, Alexander McQueen и другие. Более демократичными марками, представленными на виа Монтенаполеоне, являются Miss Sixty и Geox.